# Consécration à Jésus par Marie

Consécration à Jésus par Marie est une prière catholique, où le croyant se donne à Jésus par la Vierge Marie. Elle a été rédigée par le saint catholique Louis-Marie Grignion de Montfort (1673-1716).

## Origine
Cette prière est issue de la spiritualité de Louis-Marie Grignion de Montfort (1673-1716).
C'est un faux raccourci que de l'appeler consécration à Marie, puisque dans la pensée chrétienne en général, et montfortaine en particulier, Marie ne renvoie qu'à son fils Jésus. Cette spiritualité est fondée sur l'Évangile. 
Dans son Traité de la Vraie dévotion à la Sainte Vierge (§ 120), Montfort  explique ainsi la place de Marie dans le baptême : « Or, Marie étant la plus conforme à Jésus-Christ de toutes les créatures, il s'ensuit que, de toutes les dévotions, celle qui consacre et conforme le plus une âme à Notre-Seigneur, est la dévotion à la Très Vierge, sa Mère, et que plus une âme sera consacrée à Marie, plus elle le sera à Jésus-Christ. ».

## Diffusion
Jean-Paul II écrit dans son Encyclique Redemptoris Mater au § 48 que la Consécration au Christ par les mains de Marie est un « moyen efficace de vivre fidèlement les promesses du baptême. », 

## Texte

### Version courte
Cœur de la consécration, version modernisée :
Je vous choisis, aujourd'hui, ô Marie,

en présence de toute la Cour Céleste,

pour ma Mère et ma Reine.

Je vous livre et consacre,

en toute soumission et amour,

mon corps et mon âme,

mes biens intérieurs et extérieurs,

et la valeur même de mes bonnes actions

passées, présentes et futures,

vous laissant un entier et plein droit

de disposer de moi

et de tout ce qui m'appartient,

sans exception,

selon votre bon plaisir,

à la plus grande Gloire de Dieu,

dans le temps et l'éternité.

Amen !